# Peter Rost (Politiker)
Peter Rost (* 19. September 1930  als Otto Ludwig Peter Rosenstiel in Berlin, Deutsches Reich; † 8. September 2022 in Fréjus) war ein britischer Politiker der Konservativen Partei deutsch/jüdischer Abstammung.

## Leben
Die Eltern, Friedrich Rosenstiel und die lutherische Elisabeth Merz, gingen 1937 nach England. Der Vater war bis dahin Wirtschaftsredakteur der Frankfurter Zeitung gewesen und ging später nach New York, ohne seine Familie nachkommen lassen zu können. Rost studierte Geographie an der University of Birmingham und arbeitete später als Börsenhändler und Wirtschaftsjournalist. 
1966 bewarb sich Rost als Konservativer um den für die Labour Party sicheren Sitz im Wahlkreis Sunderland North im House of Commons und verlor. Bei den Wahlen 1970 konnte er den bisher von der Labour Party gehaltenen Sitz im Wahlkreis South East Derbyshire gewinnen. Der Wahlkreis wurde 1983 verändert und als neuer Wahlkreis Erewash wieder von Rost gewonnen. Diesen Sitz hatte er bis 1992 inne.

## Wirken als Parlamentarier
Während seiner Zeit im britischen Parlament war Rost Mitglied des Energie-Ausschusses (Energy Select Committee) und setzte sich in dieser Funktion für den Einsatz von Erneuerbarer Energie ein und warnte vor der Verschwendung der britischen Ressourcen in Form von Nordseegas und -öl. Weitere Ziele seiner Vorschläge zur Einsparung von Energie waren die Reduzierung der Verluste in den britischen Kühltürmen der Steinkohlekraftwerke und den Ausbau des Fernwärmenetzes.
Rost war Initiator der jährlich stattfindenden Parlamentariertreffen mit Vertretern der Parteien des Deutschen Bundestags. Die erste Konferenz dieser Art fand auf seinem Landsitz in Hertfordshire statt.

## Veröffentlichungen
zusammen mit der Bow Group
- Peter Rost/Bow Group Energy Standing Committee: Energy: The New Priorities, 1995, ISBN 0-861291212.

Autobiografie
- Peter Rost: Weimar to Westminster. An Autobiography. Dynasty Press, London 2010, ISBN 978-0-9553507-5-7.[2]